# Ratas y ratones del Nuevo Mundo
Las ratas y ratones del Nuevo Mundo son un grupo de roedores que habitan en América del Norte y América del Sur.  Su apariencia y ecología son extremadamente diversas, abarcando desde el pequeño Baiomys hasta el gran Kunsia.  Ellos constituyen uno de los pocos ejemplos de  roedores muroides (junto con los voles) en América del Norte, y el único ejemplo de roedores muroides que se han asentado en América del Sur.
A menudo se considera que las ratas y ratones del Nuevo Mundo forman parte de una única subfamilia, Sigmodontinae, pero la tendencia reciente entre los taxonomistas muroides es reconocer tres subfamilias distintas. Esta estrategia representa de mejor manera la diversidad extrema de cantidades de especies y tipos ecológicos.  
Ciertos estudios filogenéticos moleculares sugieren que las ratas y ratones del Nuevo Mundo no son un grupo monofilético, pero esto aún debe ser confirmado.  Claramente sus parientes más cercanos son los hamsters y arvicolinos.
El Peromyscus, el ratón de patas blancas y los roedores sigmodontinos pueden ser portadores de hantavirus que producen graves enfermedades en los humanos.
Las ratas y ratones del Nuevo Mundo se dividen en 3 subfamilias, 12 tribus, y 84 géneros.

## Clasificación
- Familia Cricetidae - hámsters, voles, y ratas y ratones del Nuevo Mundo
  - Subfamilia Tylomyinae
    - Otonyctomys
    - Nyctomys
    - Tylomys
    - Ototylomys

  - Subfamilia Neotominae
    - Tribu Baiomyini
      - Baiomys
      - Scotinomys

    - Tribu Neotomini
      - Neotoma
      - Xenomys
      - Hodomys
      - Nelsonia

    - Tribu Ochrotomyini
      - Ochrotomys

    - Tribu Reithrodontomyini
      - Peromyscus
      - Reithrodontomys
      - Onychomys
      - Neotomodon
      - Podomys
      - Isthmomys
      - Megadontomys
      - Habromys
      - Osgoodomys

  - Subfamilia Sigmodontinae
    - Rhagomys incertae sedis
    - Tribu Oryzomyini
      - Oryzomys
      - Nesoryzomys
      - Melanomys
      - Sigmodontomys
      - Nectomys
      - Amphinectomys
      - Oligoryzomys
      - Neacomys
      - Zygodontomys
      - Lundomys
      - Holochilus
      - Pseudoryzomys
      - Microakodontomys
      - Oecomys
      - Microryzomys
      - Scolomys

    - Tribu Thomasomyini
      - Chilomys
      - Abrawayaomys
      - Delomys
      - Thomasomys
      - Wilfredomys
      - Aepomys
      - Phaenomys
      - Rhipidomys

    - Tribu Wiedomyini
      - Wiedomys

    - Tribu Akodontini
      - Akodon
      - Bibimys
      - Bolomys
      - Podoxymys
      - Thalpomys
      - Abrothrix
      - Chroeomys
      - Chelemys
      - Notiomys
      - Pearsonomys
      - Geoxus
      - Blarinomys
      - Juscelinomys
      - Oxymycterus
      - Lenoxus
      - Brucepattersonius
      - Scapteromys
      - Kunsia
      - Bibimys

    - Tribu Phyllotini
      - Calomys
      - Eligmodontia
      - Andalgalomys
      - Graomys
      - Salinomys
      - Phyllotis
      - Loxodontomys
      - Auliscomys
      - Galenomys
      - Chinchillula
      - Punomys
      - Andinomys
      - Irenomys
      - Euneomys
      - Neotomys
      - Reithrodon

    - Tribu Sigmodontini
      - Sigmodon

    - Tribu Ichthyomyini
      - Neusticomys
      - Rheomys
      - Anotomys
      - Chibchanomys
      - Ichthyomys